# Koanophyllon cabaionum
Koanophyllon cabaionum là một loài thực vật có hoa trong họ Cúc. Loài này được (Urb. & Ekman) R.M.King & H.Rob. mô tả khoa học đầu tiên năm 1975.